# 劉伯秀
劉伯秀（1471年—？），字毓之，江西南昌府南昌縣梓溪人，民籍，明朝政治人物。

## 生平
弘治十四年（1501年）辛酉科江西鄉試第五十四名舉人，十八年（1505年）登乙丑科三甲第九十八名進士。除大理寺评事，累官大理寺署左寺正，正德六年（1511年）正月升廣東按察司佥事，十一年八月升本司副使。十五年六月考察闲住。

## 家族
曾祖父劉□；祖父劉□；父劉□。母周氏。具庆下。